# 성관자재구수육자선정 목판
성관자재구수육자선정 목판(聖觀自在求修六字禪定 木板)은 대한민국 충청남도 서산시, 개심사에 있는 조선시대 1621년(광해 1) 충청도 덕산(德山) 상왕산(象王山) 가야사(伽倻寺)에서 개판한 목판이다. 2017년 12월 26일 대한민국의 보물 제1966호로 지정되었다.

## 개요
성관자재구수육자선정 목판은 불가에서 육자진언(六字眞言)으로 선정을 닦는 공덕을 담은 책인 『성관자재구수육자선정』을 간행하기 위해 판각한 것으로, 1621년(광해 1) 충청도 덕산(德山) 상왕산(象王山) 가야사(伽倻寺)에서 개판해서 현재 개심사에 전래되고 있다. 한 면에 2장씩 판각하여 1판에 모두 4장이 새겨진 형태로 총 5판에 19장이 새겨져 있다. 마지막 제16장에 새겨진 간기(刊記)를 통해 발원문과 더불어 목판이 판각된 시기와 판각처, 불사를 시주한 김국남(金國男) 등 6명의 속인(俗人)과 판각을 담당한 각수 경은(敬訔) 등을 확인할 수 있다. 보존상태가 양호하며, 성관자재구수육자선정 목판 중 가장 오래되고 유일한 판본이라는 점에서 가치가 높다.

## 참고 자료
- 성관자재구수육자선정 목판 - 국가유산청 국가유산포털
- 이 문서에는 문화재청에서 공공누리 제1유형으로 배포된 자료를 바탕으로 한 내용이 포함되어 있습니다.